# Nefrologia

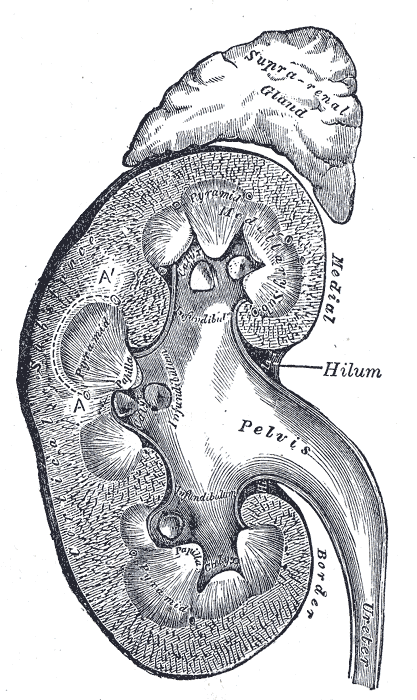
Tall sagital del ronyó

La nefrologia (del grec nephros, que vol dir ronyó) és la branca de la Medicina interna que s'encarrega de l'estudi de la funció i de les malalties del ronyó o renyó.
Els metges especialistes en nefrologia s'anomenen nefròlegs.

## Abast de l'especialitat
La majoria de les malalties que afecten el ronyó no es limiten a l'òrgan, sinó que solen ser trastorns sistèmics.
La nefrologia es refereix al diagnòstic de la malaltia i el seu tractament, així com a la cura dels pacients que requereixen un trasplantament renal.
També es tracta la hipertensió, alteracions dels electròlits, alteracions de les hormones específiques del ronyó.
Donat que la majoria dels pacients són crònics, se sol dir que els nefròlegs "creixen amb els seus pacients".

## Especialització
A Espanya, la nefrologia és una especialitat que s'assoleix mitjançant el mètode conegut com a especialista intern-resident o MIR (sigles de Metge intern i resident). El període d'especialització consta de 4 anys i, segons el Ministeri de Sanitat, aquest hauria d'incloure rotacions per les especialitats de Medicina interna, Urologia i Medicina intensiva, així com pel Servei de Nefrologia.

## Malalties
- Insuficiència renal crònica. Avançada, i pacients en diàlisi.
- Glomerulonefritis.
- Hipertensió arterial que no respongui a la medicació.
- Trastorns de l'equilibri hidroelectrolític i acidobàsic, d'origen renal.
- Ocasionalment:
  - Insuficiència renal aguda.
  - Litiasis renals (pedres al ronyó).
  - Infeccions urinàries cròniques o recurrents.

## Diagnòstic
Les proves de laboratori es dirigeixen sobre les variacions d'urea, creatinina i dels electròlits a través de l'anàlisi d'orina.
Altres proves inclouen:
- Biòpsia renal. Obtenció d'una mostra de teixit del ronyó.
- Exploració amb ultrasons de la zona urinària.
- TACs.
- Proves de medicina nuclear.
- Angiografia

## Tractament
La majoria de les malalties que afecten els ronyons es tracten amb medicaments. Quan la insuficiència renal és molt greu cal la diàlisi. Si als pacients se'ls hi ha trasplantament el ronyó reben tractaments immunosupressors i són vigilats per evitar possibles infeccions.